# 腰泉子站
腰泉子站位于甘肃省玉门市，建于1956年，是兰新铁路的一个车站。距离兰州站830公里，距上行车站玉门站27公里，距下行车站五华山站25公里。该站隶属兰州铁路局。

## 业务范围
- 客运：办理客乘降;行李、包裹托运;
- 货运：办理整车货物发到;不办理危险货物发到